# Вайрегг-ам-Аттерзе
Вайрегг-ам-Аттерзе (нем. Weyregg am Attersee) — община (нем. Gemeinde) в Австрии, в федеральной земле Верхняя Австрия. 
Входит в состав округа Фёклабрукк.  Население составляет 1493 человека (на 31 декабря 2005 года). Занимает площадь 55 км². Официальный код  —  41749.

## Политическая ситуация
Бургомистр общины — Херман Штаудингер (WBF) по результатам выборов 2003 года.
Совет представителей общины (нем. Gemeinderat) состоит из 19 мест.
- АНП занимает 7 мест.
- СДПА занимает 6 мест.
- другие: 4 места.
- АПС занимает 2 места.